# Cefaleksin
Cefaleksin je cefalosporinski antibiotik prve generacije, predstavljen tržišču leta 1967 s strani farmacevtskega podjetja Eli Lilly and Company. Daje se peroralno (z zaužitjem) in izkazuje podoben protimikrobni spekter kot intravenska cefalosporina cefalotin in cefazolin.
V letu 2008 je bil cefaleksin najbolj razširjen cefalosporinski antibiotik v ZDA z več kot 25 milijonov predpisanih receptov in s prodajo več kot 255 milijonov dolarjev.

## Klinična uporaba

### Indikacije
Cefaleksin se uporablja za zdravljenje okužb sečil, dihal, kože in mehkih tkiv. Včasih se uporablja tudi za zdravljenje mozoljavosti.
Predstavlja zdravilo prve izbire za celulitis ter alternativo za zdravljenje bolnikov, preobčutljivih na peniciline.

### Neželeni učinki
Neželeni učinki cefaleksina vključujejo driska|drisko, omotico, glavobol, prebavne motnje, bolečine v sklepih, boleč trebuh, utrujenost ... Povzroča lahko tudi porumenelost kože ali oči, pordelo, mehurjasto, otečeno ali luščinasto kožo, nenavadno nastajanje modric ali krvavitev, zmanjšano nastajanje seča, hude krče, zmedenost. Preobčutljivostna reakcija je le malo verjetna, vendar če nastopi, je treba takoj poiskati zdravniško pomoč. Simptomi preobčutljivosti so izpuščaj, srbenje, zatekanje in/ali oteženo dihanje.